# Leon Staniszewski

Herb Gdyni

Leon Staniszewski (ur. 4 kwietnia 1904 w Pogódkach, zm. 24 września 1979) – polski nauczyciel plastyki i rysunku, malarz niezawodowy, autor herbu Gdyni.

## Życiorys
Urodził się 4 kwietnia 1904 w Pogódkach. Uczęszczał do szkoły w Wilanowie. Po ukończeniu Państwowego Seminarium Nauczycielskiego w Kościerzynie w 1924, rozpoczął pracę zawodową jako nauczyciel w Rumi. Następnie w latach 1927–1929 pracował w Wejherowie, skąd został przeniesiony do Gdyni. Był uczniem Pomorskiej Szkoły Sztuk Pięknych Wacława Szczeblewskiego w Gdyni. W 1934 został powołany do Gimnazjum Polskiej Macierzy Szkolnej w Gdańsku, gdzie pracował do wybuchu II wojny światowej. Równocześnie z pracą zawodową ukończył Państwowy Instytut Robót Ręcznych i Rysunków w Warszawie.  
W 1933 został odznaczony Brązową Odznaką honorową Ligi Obrony Powietrznej i Przeciwgazowej III stopnia.
Zajmował się także malarstwem, w tym marynistycznym oraz modelarstwem szkutniczym i lotniczym. Pierwszą wystawę swego dorobku malarskiego urządził w Gdyni w 1938, po której został przyjęty w poczet członków Związku Zawodowego Polskich Artystów Plastyków.
Po wojnie pracował w I LO w Gdyni-Orłowie oraz w Sopocie. W czerwcu 1946 wygrał ogólnopolski konkurs na zaprojektowanie herbu Gdyni. W 1958 został wykładowcą w Studium Nauczycielskim w Gdańsku, w którym pracował do czasu przejścia na emeryturę.
Zmarł 24 września 1979, pochowany na cmentarzu parafialnym w Śliwicach.